# New Morgan
New Morgan é um distrito localizado no estado norte-americano de Pensilvânia, no Condado de Berks.

## Demografia
Segundo o censo norte-americano de 2000, a sua população era de 35 habitantes.
Em 2006, foi estimada uma população de 119, um aumento de 84 (240.0%).

## Geografia
De acordo com o United States Census Bureau tem uma área de
15,0 km², dos quais 14,4 km² cobertos por terra e 0,6 km² cobertos por água.

## Localidades na vizinhança
O diagrama seguinte representa as localidades num raio de 16 km ao redor de New Morgan.